# دوارکا
دوارکا (گجراتی: દ્વારકા, દ્વારિકા، سانسکریت: द्वारका, द्वारिका، آوانگاری: Dvārakā, Dvārikā، انگلیسی: Dwarka) یک منطقهٔ مسکونی در هند است که در اوکهامندل تعلقه واقع شده‌است. دارکا ۳۸٬۸۷۳ نفر جمعیت دارد و ۰ متر بالاتر از سطح دریا واقع شده‌است.